# Hôtel particulier

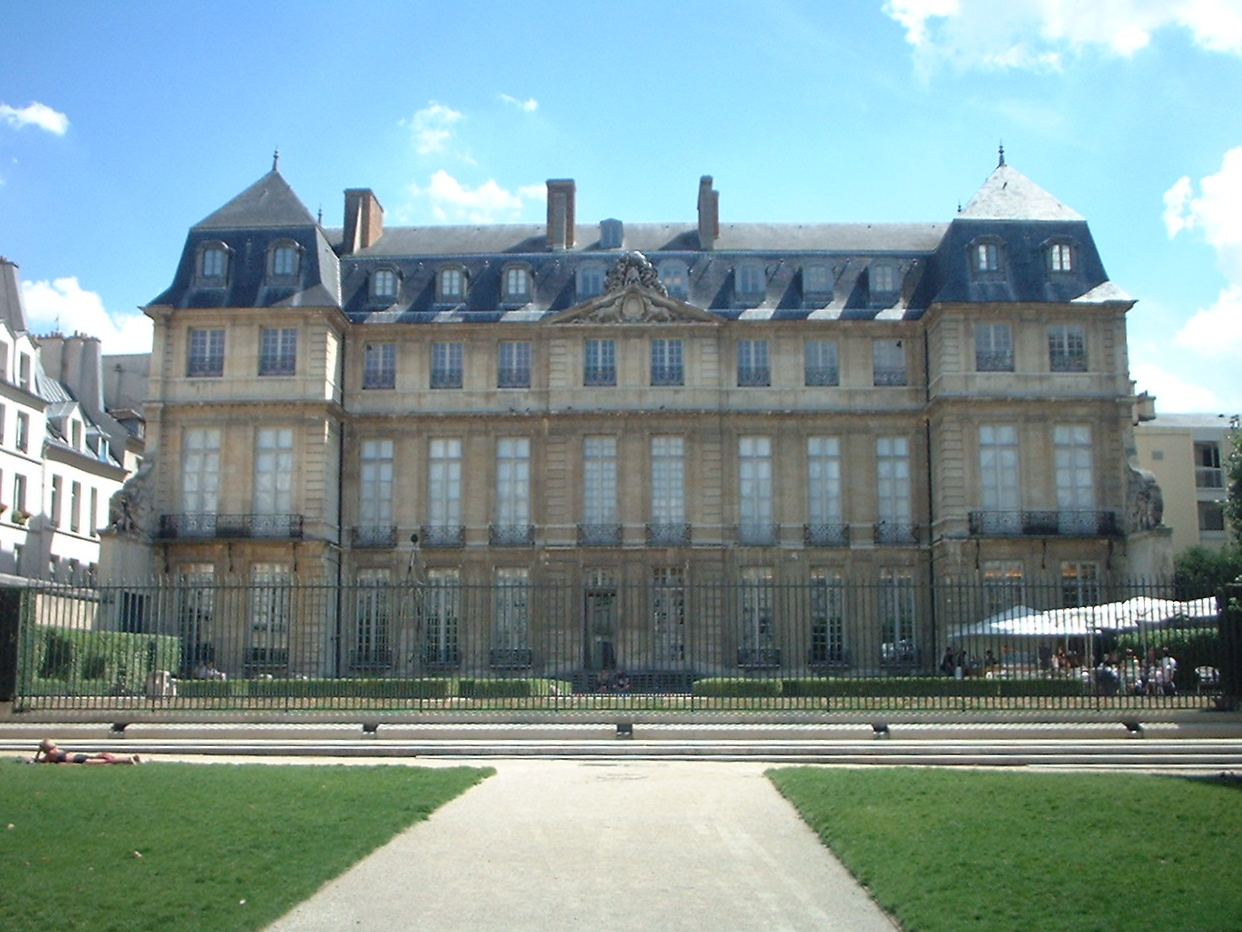
LHôtel Salé a Parigi sede del Musée Picasso.

Un hôtel particulier (foneticamente pronunciato: /oˈtɛl paʁrtikyˈlje/) è una tipologia abitativa diffusa in Francia. Si tratta di una lussuosa palazzina di vaste dimensioni. È il corrispettivo francese della townhouse inglese.
Il termine si può applicare a tre diverse tipologie di edifici.
- residenze abitate da una sola famiglia (spesso aristocratica o alto-borghese), oltreché dai domestici;
- residenze abitate da più famiglie (spesso bassa aristocrazia o borghesia) in affitto di un proprietario;
- edifici pubblici.

Tutti ad ogni modo hanno la caratteristica di non avere parti in comune con altri edifici. Molti sono dotati di una corte davanti alla palazzina e di un giardino sul suo retro. Non deve essere confuso con l'immeuble de rapport che invece era molto più simile ad un moderno condominio, un edificio costruito appositamente dal proprietario per affittarne le stanze.
Gli hôtel particulier vengono così designati, anche nelle altre lingue, proprio con l'espressione francese «hôtel particulier».
La sola città di Parigi vanterebbe circa 400 dei 2000 palazzi originari utilizzati per questo scopo.

## Etimologia
Il termine hôtel in francese deriva direttamente dal latino tardo hostellum, ovvero ostello, luogo dove accogliere pellegrini e viandanti. Col tempo il termine si sposò a definire genericamente gli alberghi, ovvero dei luoghi dove le persone vengono ospitate per brevi periodi di tempo per soggiorno. Nel 1698, Martin Lister scriveva che «a Parigi vi è un gran numero di alberghi, vale a dire, ostelli pubblici dove si affittano appartamenti. […] Questo nome si applica anche alle case dei signori […]».
A queste due antiche definizioni, di ostello e di casa nobiliare, se ne aggiunse poi una terza, quella dei prestigiosi edifici di una città come ad esempio il municipio di cui il più famoso esempio rimane sicuramente l'Hôtel de Ville a Parigi.

## Caratteristiche

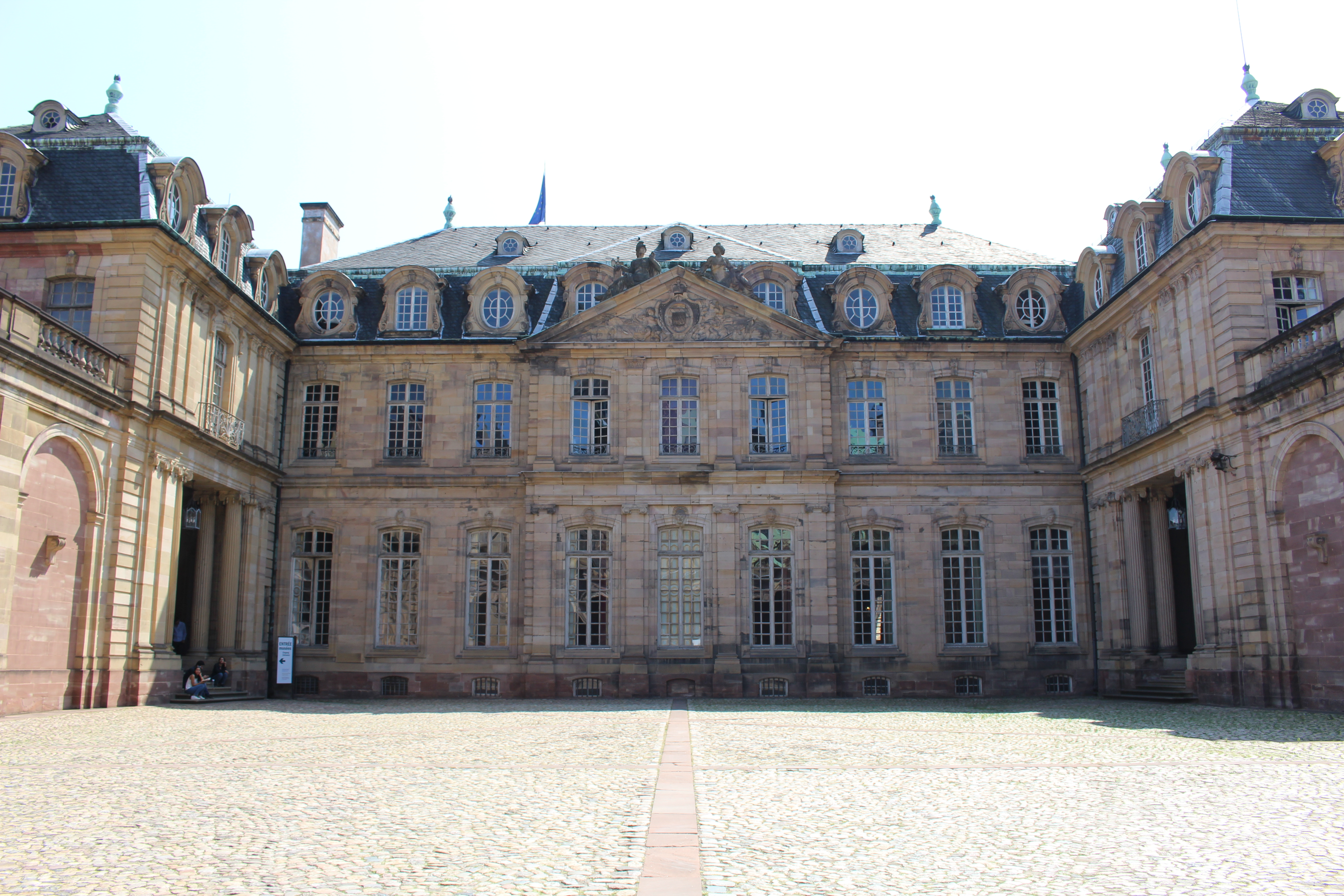
La facciata interna dell'Hotel de Rohan a Strasburgo.

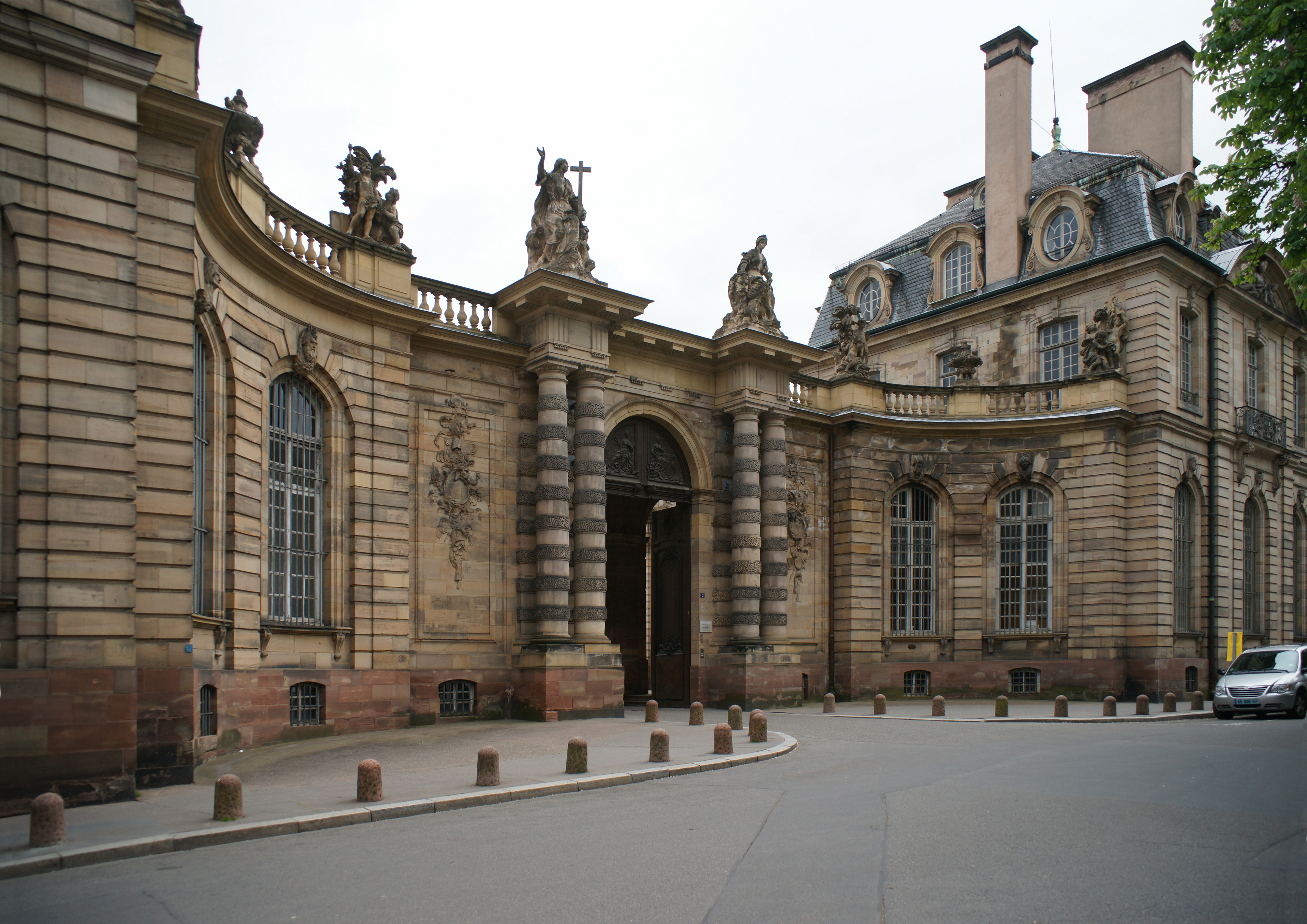
Il portale d'ingresso dell'Hotel de Rohan a Strasburgo.

Un hôtel particulier era solitamente una grande dimora comune in forma di palazzo di diversi centinaia di metri quadrati, tipica dei grandi ambienti urbani francesi, con un cortile interno ed un giardino nella parte retrostante proprio come nelle grandi ville di campagna.
In Francia dove il fenomeno degli hôtel particulier si diffuse maggiormente, ebbe inizio nel XVI secolo con stile gotico o rinascimentale direttamente gittanti sulla piazza. A partire dal XVIII secolo, invece, iniziano a crearsi dei modelli con delle facciate più arretrate con la facciata posteriore affacciata su un giardino, lontano dal caos della città. Quando la dimensione del lotto edificato lo permetteva, gli hotel venivano dotati anche di due ali laterali che formavano appunto un cortile a "U" che dividesse anche dagli altri edifici costruiti lateralmente ed appartenenti ad altre proprietà. Questo era il modello canonico delle strutture tipiche delle residenze nobiliari che esprimevano normalmente la volontà di mostrare pubblicamente il prestigio del proprietario dello stabile e così appariva anche nel caso degli hotel che avevano quasi sempre un unico proprietario che concedeva gli spazi interni in affitto. Dopo la Rivoluzione francese, con l'intento di distaccarsi sempre più dal modello dell'abitazione nobiliare, la strada riprenderà una posizione importante e l'edificio principale si porterà nuovamente sul fronte, divenendo spesso di dimensioni più ridotte per far fronte alle nuove esigenze dei proprietari, spesso di classe borghese, che necessitavano di un contatto con gli spazi pubblici e con gli ambiti di commercio.
Numerose erano le caratteristiche comuni a molti hôtels: il fronte principale, che poteva affacciarsi su un cortile o direttamente sulla strada, era spesso particolarmente sviluppato di modo da mostrare la ricchezza del proprietario dello stabile a tutti i passanti. Dalla strada, attraverso un ricco portale ornato, si raggiungeva una corte lastricata di forma rettangolare o ovale, a volte incorniciata da altri edifici di dimensioni inferiori rispetto al corpo centrale che accoglievano alloggiamenti per la servitù, stalle, cucine, lavanderie, ecc. L'abitazione vera e propria era spesso preceduta da un portico ed era generalmente ripartita su due livelli con singoli appartamenti al loro interno. Solitamente gli appartamenti di maggior prestigio erano quelli posti al primo piano in quanto godevano di una migliore vista sui giardini ed erano i meglio riscaldati durante l'inverno dal momento che avevano soffitti più bassi ed erano esposti meglio al sole.

### Glihôtelcome status sociale
Come si è detto questi hôtel erano spesso di proprietà di personaggi di spicco della società francese e pertanto essi ricoprivano la medesima funzione dei grandi palazzi e ville cittadine, divenendo essi stessi un sintomo dello status sociale del proprietario dello stabile (nobiltà nell’ancien regime, borghesia nell'età industriale, esponenti di spicco del clero), seguendo l'esempio dell'Hôtel de Rohan appartenente alla famiglia omonima, una delle più grandi casate di Francia, o dell'Hôtel de Soubise (attuale sede dell'Archivio Nazionale di Francia), che fu di proprietà di diversi principi e principesse tra cui Maria di Guisa (1615-1688), principessa di Joinville. Nel caso del cardinale Richelieu, poco dopo aver fatto erigere il suo palazzo (l’Hôtel Richelieu, attuale Palais-Royal), lo fece rinominare Palais Cardinal. Nella capitale parigina, spesso questi hôtel erano di proprietà di esponenti della grande aristocrazia di corte, mentre in borghi grandi di provincia come Rennes o Aix-en-Provence essi erano di proprietà della nobiltà di campagna, o ancora in grandi centri commerciali come Bordeaux o Nantes essi appartenevano a finanziari, appaltatori o grandi commercianti come mercanti o armatori
Il possesso di un palazzo era un segno evidente di ricchezza per una famiglia, sia per gli ingenti fondi necessari per la sua costruzione (acquisto di vasti appezzamenti di terreno nelle aree urbane o semi-urbane, commissione ad un architetto, acquisto di materiali di valore per l'edificio come calcare), sia per la manutenzione e il pagamento di personale che ivi lavorava (domestiche, cameriere, cuochi, palafrenieri, etc.). A partire dal regno di Luigi XIV, seguendo la moda architettonica barocca, alcuni proprietari per aumentare ulteriormente il loro prestigio iniziarono a dare agli edifici delle linee irregolari, prediligendo disegni semiellittici per i muri esterni visibili dalla pubblica via, aprendosi con portali d'onore riccamente decorati o con la creazione di esedre per consentire alle carrozze di fare manovra per l'ingresso verso il cortile.

## Storia

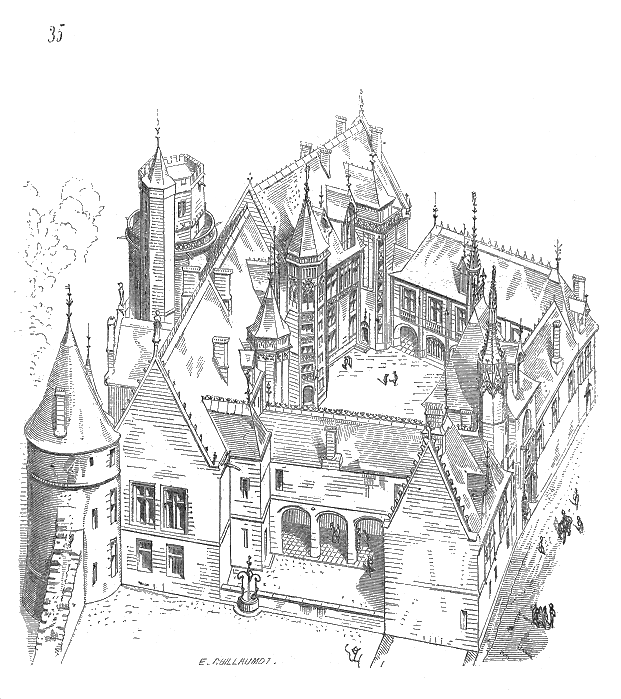
Il Palazzo Jacques Cœur di Bourges (iniziato nel 1443) in un'incisione di fine Ottocento

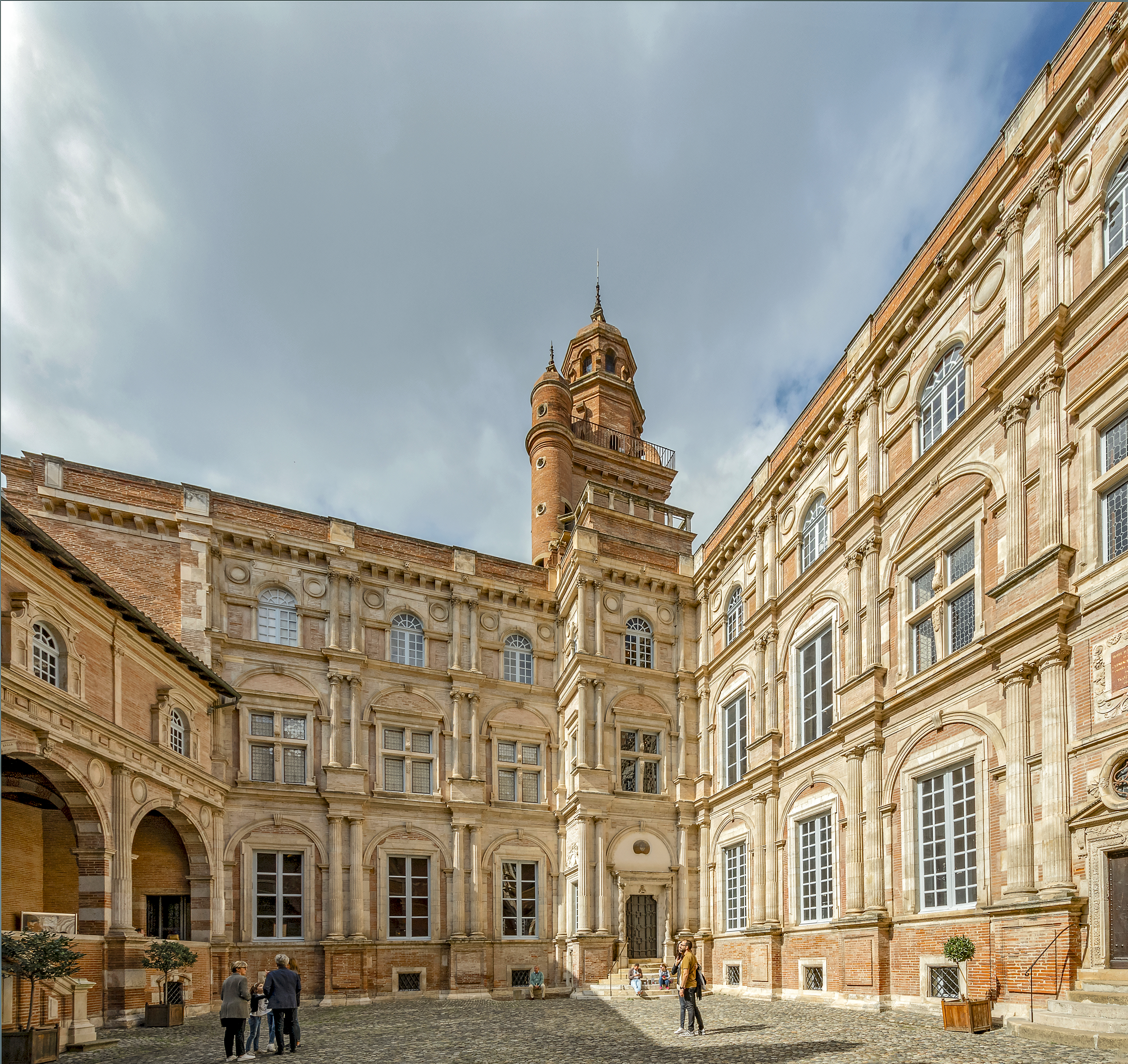
Il Hôtel d'Assézat di Tolosa (metà del XVI secolo) è un notevole hotel rinascimentale francese

Una delle caratteristiche delle grandi casate del medioevo era il possesso di un castello (associato spesso ad altre terre), ovvero di un feudo. Il castello era esso stesso un modo per mostrare l'alto lignaggio della famiglia che lo possedeva. Durante l'epoca moderna, il fenomeno si spostò nelle grandi città con la costruzione di imponenti palazzi e ville gentilizie da parte dell'aristocrazia, di cui il maggior esempio per la Francia può ritenersi il palazzo del cardinale Richelieu, l'attuale Palais-Royal nel cuore di Parigi.
L'arricchimento della grande borghesia e l'arrivo in Francia del rinascimento all'inizio del XVI secolo investì anche il fenomeno degli hotels. Uno dei primi hôtels particuliers francesi di questa epoca, l'hôtel Jacques-Cœur (iniziato nel 1443) a Bourges, ne è anche uno degli esempi migliori. Il suo proprietario, Jacques Cœur, un ricco mercante locale nonché argentiere del re, aveva viaggiato in Italia dove aveva visto le forme del Rinascimento e le grandi innovazioni architettoniche che esso aveva portato e le trasferì nella sua proprietà erigenda in Francia.
Nel 1538 a Tolosa, fu l'artista Nicolas Bachelier (c. 1485 - 1566) fu uno dei primi a introdurre nuovi stilemi artistici sul portale dell'hôtel de Bagis, oltre a divenire poi il progettista dell'hôtel d'Assézat a Tolosa (1555, proprietà di Pierre d'Assézat, ricco mercante locale).
Questo fenomeno di innovazione stilistica legata alla rinascita della borghesia, non si limitò unicamente ai grandi centri urbani con la costruzione di nuovi edifici, ma si estese anche all'acquisto di terreni in campagna o del recupero di vecchi castelli medievali al fine di trasformarli per questo nuovo utilizzo. Seguendo questi esempi, Gilles Berthelot, tesoriere del re e sindaco di Tours, nella prima metà del XVI secolo ereditò dal padre che lo aveva da poco acquistato il vecchio castello di Azay-le-Rideau, impiegando ingenti somme di denaro per renderlo uno dei più grandi castelli del rinascimento francese. Altri esempi celebri per le abitazioni private li troviamo con Nicolas Fouquet, sovrintendente delle finanze di Luigi XIV, quando fece realizzare il castello di Vaux-le-Vicomte. Ovviamente non tutti potevano permettersi vaste proprietà e in particolare Parigi iniziò solo dal XVII secolo un sostanziale ampliamento dello spazio urbano. A quel tempo, infatti, la metà degli edifici di Parigi era nelle mani di funzionari di governo o di importanti mercanti: come illustrato nel Piano Turgot (datato al secolo successivo), la città appariva densamente popolata, ma i suoi confini erano anche molto meno estesi di oggi. Così, i proprietari delle dimore spesso tendevano ad abitare nella periferia della città per allontanarsi dal caos e dal sovraffollamento delle strade del centro. Questo fatto, oltre a consentire lo sviluppo di architetture regolari, consentiva anche la costruzione di giardini e di allineare l’hotel alla strada.
Si svilupparono in questo contesto due tipi di struttura: quelli alla periferia della città, molto grandi e molto spesso con giardini e quelli nel cuore della città, più piccoli e raramente dotati di un giardino (come ad esempio l’hotel di Place Vendôme, del XVIII secolo). Non mancano tuttavia le eccezioni come nel caso dell’hotel Lambert (del XVII secolo) posto sull'Île Saint-Louis e dotato di un grande giardino terrazzato. Ovviamente le differenti caratteristiche di questi stessi edifici si notavano anche nel fatto che spesso quelli posti in periferia potevano vantare terra propria per costruire, un grande appezzamento in mezzo al quale sorgeva l'edificio, mentre gli hotels che si trovavano nel centro della città erano per lo più bloccati per altri edifici, così come i palazzi o case a schiera moderne che hanno dei muri in comune con altri edifici circostanti.

## Lista dihôtel particulierin Francia

### Ad Albi
- Hôtel Rochegude
- Hôtel de Gorsse
- Hôtel Séré de Rivières
- Hôtel du Bosc, casa natale del pittore Toulouse-Lautrec
- Hôtel de Lapérouse
- Hôtel Delécouls de Cantepau
- Hôtel Reynès
- Hôtel Decazes
- Hôtel d'Etienne de Martin, Tesoriere di Francia

### A Caen
- Hôtels particuliers de Caen
- Maison des Quatrans
- Hôtels particuliers del XVI secolo
  - Hôtel d'Escoville 
  - Hôtel de Mondrainville
  - Hôtel de Than
- Hôtels particuliers attorno all'antica place Royale (XVII secolo)
- Hôtels particuliers della place Saint-Sauveur (XVIII secolo)

### A Nancy
- Hôtel Ferraris, XVIII secolo
- Hôtel de Fontenoy, XVIII secolo
- Hôtel d'Haussonville, XVI secolo
- Hôtel de Lillebonne, XVI secolo
- Hôtel des Loups, XVII secolo

### A Parigi
- Hôtel Biron
- Hôtel Matignon
- Hôtel de Cluny
- Hôtel d'Aumont
- Hôtel Thiroux de Lailly
- Hôtel d'Hallwyll
- Hôtel de Beauvais
- Hôtel Lambert
- Hôtel de Lauzun
- Hôtel de Masseran
- Hôtel de Mayenne
- Hôtel de Rohan
- Hôtel Salé (Musée Picasso)
- Hôtel de Sénecterre
- Hôtel de Soubise (Archives nationales)
- Hôtel de Sully
- Hôtel de Guénégaud (Musée de la chasse et de la nature)
- Hôtel Libéral Bruant (Centre d'art contemporain)
- Hôtel de Donon (Musée Cognacq-Jay)
- Hôtel de Marle (Centre culturel suédois)
- Hôtel de Fourcy (MIJE)
- Hôtel de Cassini (Direction générale de l'administration et de la fonction publique)

### A Rennes
- Hôtel de Blossac

### A Tolosa
- Hôtel du Vieux-Raisin o hôtel Maynier
- Hôtel d'Assézat (Fondazione Bemberg)
- Hôtel de Pierre Delfau
- Hôtel de Bernuy
- Hôtel de Nupces
- Hôtel de Castellane
- Hôtel de Bagis o hôtel de Pierre
- Hôtel Saint-Jean
- Hôtel de la Mamye
- Hôtel d'Espie
- Hôtel d'Ulmo
- Hôtel Dubarry
- Hôtel Dumay in cui è ubicato il musée du Vieux Toulouse
- Hôtel de Chalvet
- Hôtel de Ciron, sede della Camera di Commercio di Tolosa (CCIT)
- Hôtel de Bonfontan
- Hôtel Comère
- Hôtel de Jean Bolé
- Hôtel Thomas de Montval
- Hôtel d'Astorg et Saint Germain
- Hôtel de Brucelles
- Hôtel de Boysson, sede de la Maison de l'Occitanie
- Hôtel Dassier
- Hôtel de Puymaurin
- Hôtel d'Hautpoul-Malaret